# Amphiura diacritica
Amphiura diacritica är en ormstjärneart som beskrevs av Clark 1938. Amphiura diacritica ingår i släktet Amphiura och familjen trådormstjärnor. Inga underarter finns listade i Catalogue of Life.